# Bernard Redwood
Bernard Boverton Redwood (28. november 1874 - 28. september 1911) var en britisk sportsudøver som deltog i OL 1908 i London.
Redwood blev olympisk mester to gange i vandmotorsport under OL 1908 i London. Han var med på den britiske båd Gyrinus som vandt både klasse B, både under 60 fod og klasse C, 6,5- 8 meter.
OL 1908 var første og sidste gang vandmotorsport var med på det olympiske programmet.
Han døde af lungebetændelse.